# Сиповский, Василий Дмитриевич
Васи́лий Дми́триевич Сипо́вский (26 апреля [8 мая] 1844, Умань — 21 июля [2 августа] 1895, Лисино, Санкт-Петербургская губерния) — российский историк, педагог. Отец филолога В. В. Сиповского. Действительный статский советник (1886).

## Биография
Происходил из духовного звания. Родился в Умани 26 апреля (8 мая) 1844 года.
В 1863 году окончил Ларинскую гимназию с золотой медалью; в 1868 году — историко-филологический факультет Императорского Санкт-Петербургского университета.
Преподавал в 1-й Санкт-Петербургской прогимназии, земской учительской школе, Василеостровской женской гимназии, Ларинской гимназии (1869—1871), Пажеском корпусе, Мариинском институте	(1874—1875) и на Женских педагогических курсах. Также он преподавал историю великой княгине Ксении Александровне (1890—1893) и великому князю Михаилу Александровичу.
Сиповский сотрудничал в журналах «Семья и школа», «Русская школа», «Мир Божий»; особенно много статей, рецензий и заметок по вопросам педагогическим помещено им в журнале «Образование» (до 1892 г. — «Женское образование»), который он издавал с 1876 года и в который он сумел привлечь лучшие педагогические силы.
Наиболее известным трудом Сиповского является популярная книга по русской истории «Родная старина» (до эпохи Петра Великого), которая была удостоена Большой премии имени императора Петра Великого. Трёхтомник до революции выдержал 5 изданий. Переиздана в 2008 году издательством «Белый город» в четырёх томах; в 2011 году вышло 11-е издание. Его «Избранные педагогические сочинения» с предисловием сына В. В. Сиповского и с литературно-биографическим очерком Н. А. Леоонтьевой были напечатаны в 1912 году (СПб.: тип. Я.Башмаков и К. — 345 с.).
В последние годы жизни Сиповский был директором Петербургского училища глухонемых.

Благодаря В. Д. воспитание и обучение глухонемых воспитанников поставлено в настоящее время на рациональную почву, обучение мимике заменено обучением механизму устной речи по усовершенствованному способу, так что глухонемые научаются говорить
— Сиповский, Василий Дмитриевич // Большая русская биографическая энциклопедия (электронное издание). — Версия 3.0. — М.: Бизнессофт, ИДДК, 2007.
Умер 21 июля (2 августа) 1895 года в деревне Лисино, близ станции Тосно. Похоронен на Смоленском православном кладбище.